# Alexandra Guiné
Alexandra Guiné est une footballeuse française née le 7 novembre 1985. Elle évolue au poste de milieu de terrain au Juvisy FCF. Elle est sacrée championne de France en 2006 avec Juvisy.
Elle joue en équipe de France -17 ans et -19 ans, puis en équipe de France - 21 ans.

## Carrière
- La Roche ESOF
- CNFE Clairefontaine
- de 2004  : Juvisy FCF

## Palmarès
- Championne d'Europe des moins de 19 ans en 2003 (France)
- Championne de France de D1 en 2006 (Juvisy)
- Vainqueur du Challenge de France en 2005 (Juvisy)